# IC 2759
IC 2759 est une galaxie elliptique située dans la constellation du Lion à une distance d'environ 355 à 360 millions d'années-lumière de la Voie lactée. Elle a été découverte par l'astronome français Guillaume Bigourdan en 1897. La galaxie PGC 34882 au sud d'IC 2759 est parfois identifiée à tort à cette dernière.
La galaxie IC 2759 fait partie du groupe compact de Hickson 51,. Les autres galaxies de ce groupe sont NGC 3651 (HCG 51A), PGC 34882 (HCG 51B), NGC 3653 (HCG 51C), PGC 34907 (HCG 51D), PGC 34899 ou NGC 3651 NED02 (HCG 51F) et PGC 34901 (HCG 51G).

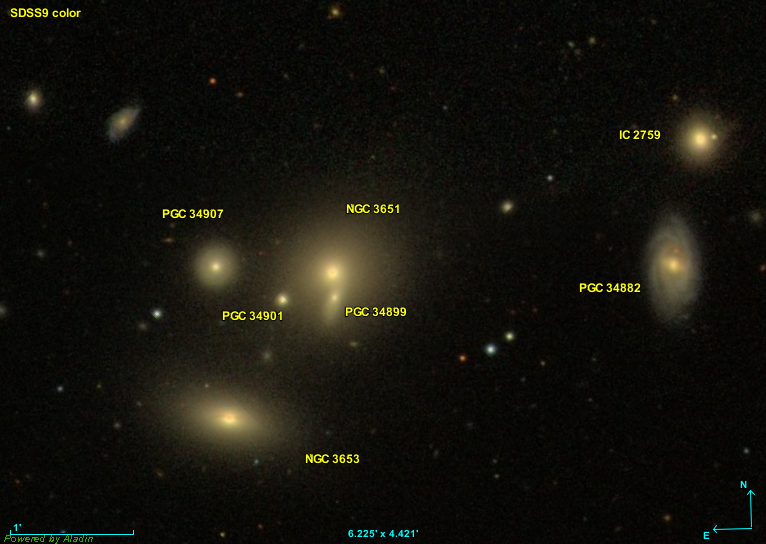
Les galaxies du groupe compact de Hickson 51.